# عصر تابستان در اسکاگن. همسر نقاش و سگشان لب ساحل

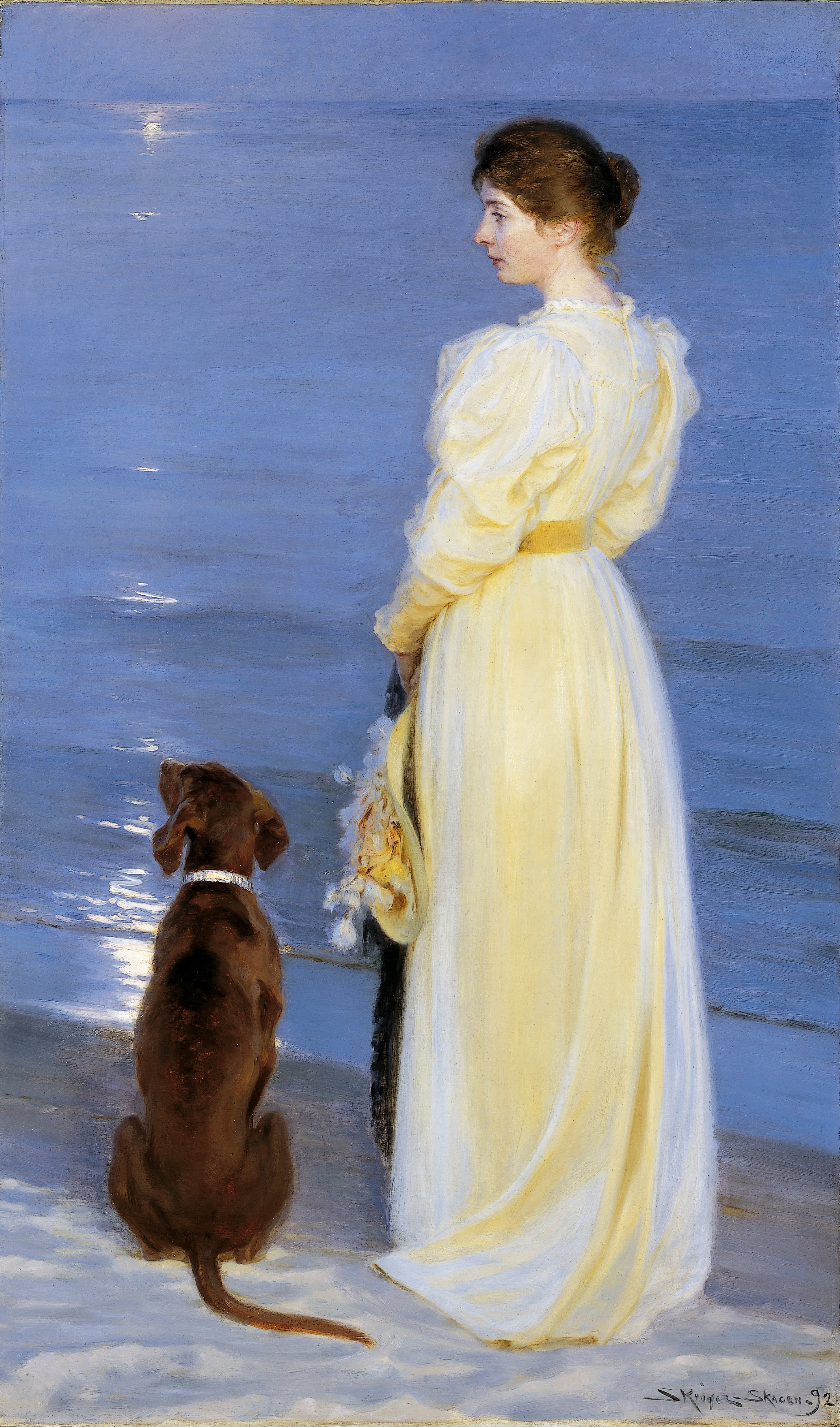
پیدر سورین کرویر: عصر تابستان در اسکاگن، همسر نقاش و سگ‌شان در لب ساحل, ۱۸۹۲

عصر تابستان در اسکاگن، همسر نقاش و سگ‌شان در لب ساحل (به دانمارکی: Sommeraften ved Skagen. Kunstnerens hustru med hund ved strandkanten) عنوان یک تابلو نقاشی در ۱۸۹۲ توسط پیدر سورین کرویر، یکی از مشهورترین افراد جامعه هنری است که با عنوان نقاشان اسکاگن شناخته می‌شود. این تابلو ماری کرویر (en)، همسر این هنرمند را نشان می‌دهد که با سگشان رپ در لب ساحل اسکاگن ایستاده‌اند.
این اثر اکنون در مالکیت موزهٔ اسکاگنز قرار دارد.

## تاریخچه
نقاشان اسکاگن یک گروه نزدیک به هنرمندهای دانمارکی بودند که هر تابستان از اواخر دهه ۱۸۷۰ در روستای ماهیگیری اسکاگن در شمال دور یوتلاند جمع می‌شدند و از ماهیگیران محلی و زندگی خانوادگی آن‌ها، اجتماعات و جشن‌ها نقاشی می‌کردند. پیدر سورین کرویر (۱۸۵۱–۱۹۰۹)، که در استاوانگر، نروژ متولد شد، اما در کپنهاگ بزرگ شد، برای اولین بار در سال ۱۸۸۲ به اسکاگن رفت و تقریباً هر تابستان به آنجا بازگشت، سرانجام پس از ازدواج با ماری تریپک در سال ۱۸۸۹ به‌طور دائم در آنجا مستقر شد.
او قبلاً به خاطر نقاشی‌های خود از ماهیگیران در سواحل شمالی شیلند شهرت کسب کرده بود و در طول سفر خود به فرانسه تحت تأثیر جنبش امپرسیونیست بود. در اسکاگن، به یکی از اصلی‌ترین و پرشورترین اعضای جامعه هنری تبدیل شد و شاهکارهایی را ایجاد کرد که بر جلوه‌های ویژه نور محلی به ویژه در صحنه‌های ساحل خود تأکید می‌کرد و چندین اثر به یاد ماندنی را به ثبت رساند که گردهمایی‌های سرزنده هنرمندان را ثبت کرد.

## نقاشی
کار رنگ روغن روی بوم است و اندازه آن ۲۰۶ در ۱۲۳ سانتیمتر (۸۱ در ۴۸ اینچ) است. ماری کرویر به صورت نمایشی نشان داده شده و چهره غمگین و لباس روشن او در زیر نور خورشید در حال نشان دادن موقعیت است.